# Ahmed Best
Ahmed Best (19 de agosto de 1973) es un actor estadounidense. El papel más importante de su carrera ha sido haber interpretado a Jar Jar Binks, personaje de la saga Star Wars, y su último cameo como el Jedi Kelleran Beq, que ayudó a escapar a Grogu en The Mandalorian.

## Filmografía

### Cine
| Año  | Película                                          | Papel                 | Notas                           |
| ---- | ------------------------------------------------- | --------------------- | ------------------------------- |
| 1999 | Star Wars: Episodio I - La amenaza fantasma       | Jar Jar Binks         | Voz y el rendimiento de captura |
| 2002 | Star Wars: Episodio II - El ataque de los clones  | Jar Jar Binks y Extra | Voz y el rendimiento de captura |
| 2005 | Star Wars: Episodio III - La venganza de los Sith | Jar Jar Binks         | Voz y el rendimiento de captura |

### Televisión
| Año  | Serie                            | Papel        | Notas                                    |
| ---- | -------------------------------- | ------------ | ---------------------------------------- |
| 2020 | Star Wars: Jedi Temple Challenge | Kelleran Beq | Reality Show - 10 episodios              |
| 2023 | The Mandalorian                  | Kelleran Beq | 1 episodio - «Chapter 20: The Foundling» |